# Водиці (Црес)
45°00′ пн. ш. 14°23′ сх. д. / 45.00° пн. ш. 14.39° сх. д.
Водиці (хорв. Vodice) — населений пункт у Хорватії, у Приморсько-Горанській жупанії у складі міста Црес.

## Населення
Населення за даними перепису 2011 року становило 7 осіб.
Динаміка чисельності населення поселення:

## Клімат
Середня річна температура становить 13,99 °C, середня максимальна – 26,28 °C, а середня мінімальна – 2,50 °C. Середня річна кількість опадів – 1126 мм.
| Клімат поселення                              | Клімат поселення | Клімат поселення | Клімат поселення | Клімат поселення | Клімат поселення | Клімат поселення | Клімат поселення | Клімат поселення | Клімат поселення | Клімат поселення | Клімат поселення | Клімат поселення | Клімат поселення |
| Показник                                      | Січ.             | Лют.             | Бер.             | Квіт.            | Трав.            | Черв.            | Лип.             | Серп.            | Вер.             | Жовт.            | Лист.            | Груд.            |                  |
| Середній максимум, °C                         | 9,24             | 9,12             | 11,80            | 15,25            | 20,08            | 24,41            | 26,28            | 26,27            | 21,80            | 17,41            | 12,64            | 10,09            |                  |
| Середня температура, °C                       | 5,95             | 5,81             | 8,49             | 11,94            | 16,78            | 21,09            | 23,49            | 23,48            | 19,04            | 14,63            | 9,87             | 7,32             |                  |
| Середній мінімум, °C                          | 2,64             | 2,50             | 5,19             | 8,64             | 13,47            | 17,79            | 20,72            | 20,70            | 16,26            | 11,86            | 7,08             | 4,54             |                  |
| Норма опадів, мм                              | 96               | 77               | 77               | 81               | 72               | 81               | 48               | 73               | 116              | 143              | 146              | 116              |                  |
| Середньомісячна швидкість вітру, м/с          | 3.07             | 3.25             | 3.27             | 3.08             | 2.77             | 2.63             | 2.61             | 2.64             | 2.77             | 3.06             | 3.40             | 3.35             |                  |
| Середньомісячна сонячна радіація, кДж/м²·день | 4548             | 7374             | 10803            | 15359            | 19822            | 21504            | 22899            | 19810            | 14439            | 9287             | 4954             | 3864             |                  |
| --------------------------------------------- | ---------------- | ---------------- | ---------------- | ---------------- | ---------------- | ---------------- | ---------------- | ---------------- | ---------------- | ---------------- | ---------------- | ---------------- | ---------------- |
| Джерело:                                      |                  |                  |                  |                  |                  |                  |                  |                  |                  |                  |                  |                  |                  |